# Tōgyū

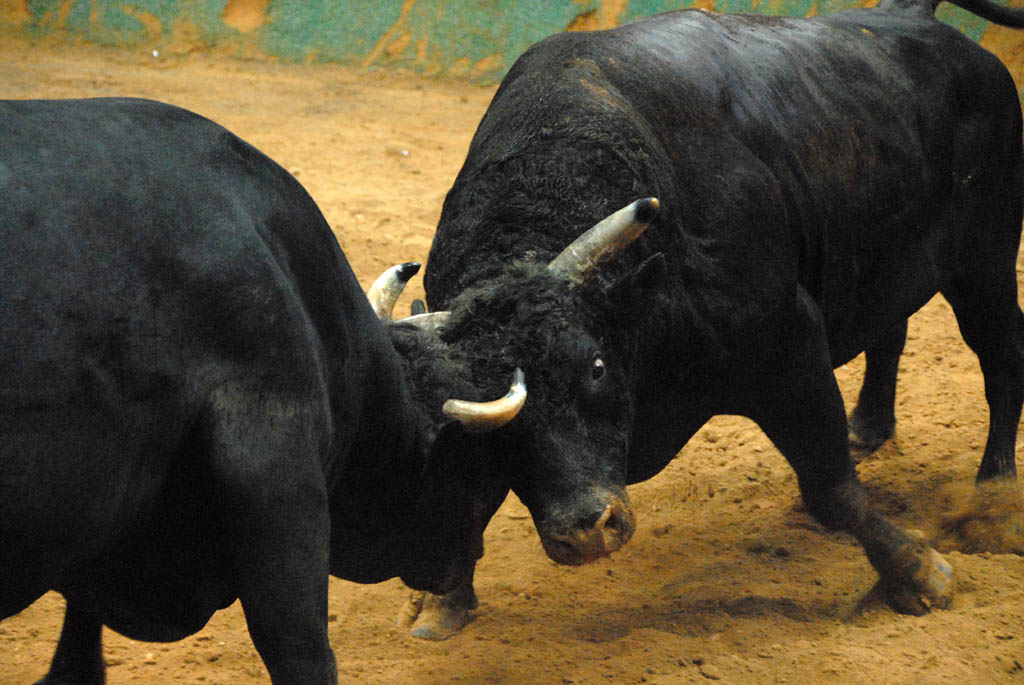
Deux taureaux engagés en un combat à Ishikawa (Okinawa)

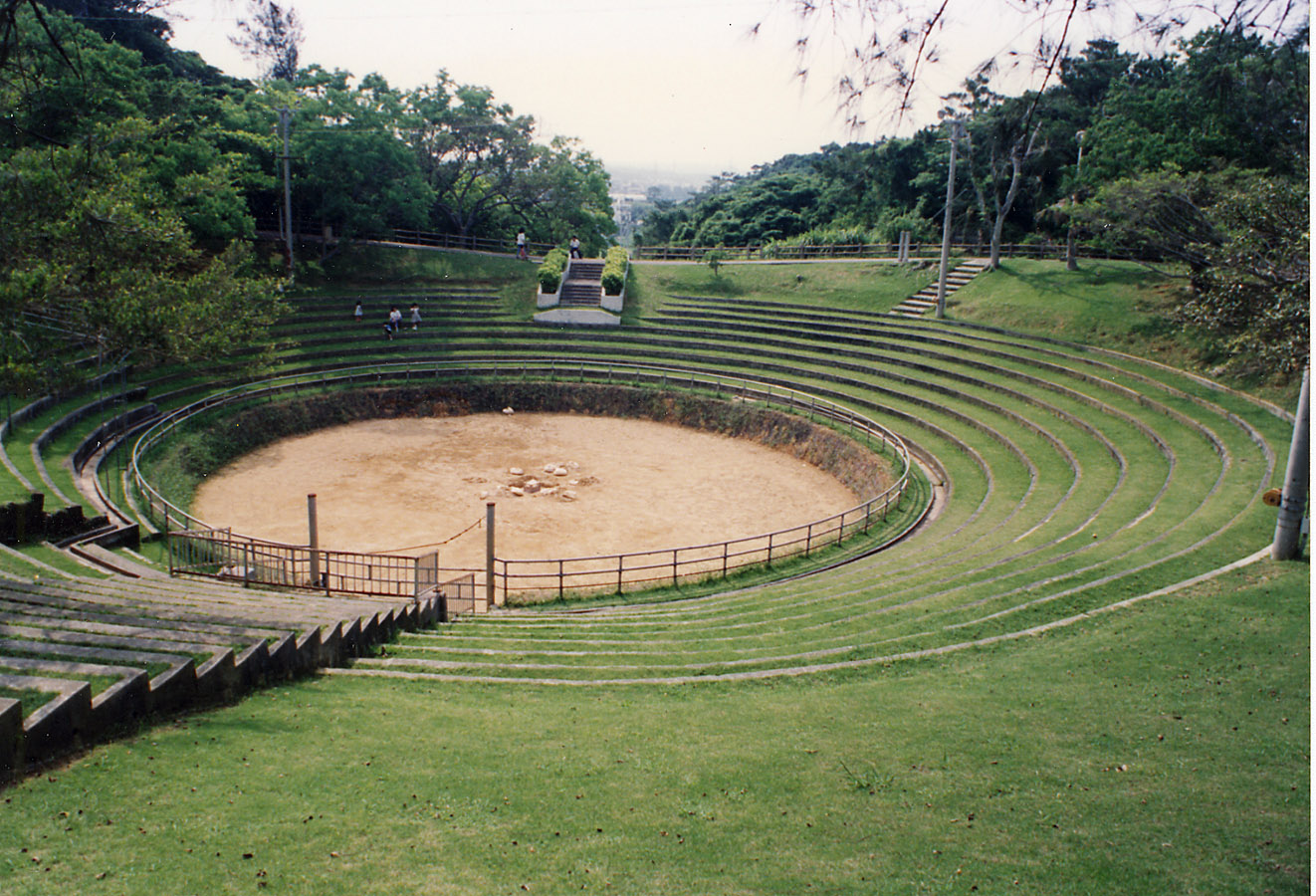
Arène sur l'île d'Okinawa

Le tōgyū (闘牛), également appelé ushi-zumo (牛相撲, littéralement « sumo de taureaux »), ushi-tsutsuki (牛突き), ou encore ushi no tsunotsuki (牛の角突き) à Yamakoshi (Nagaoka) et à Ojiya dans la préfecture de Niigata, est une discipline de lutte originaire du Japon, opposant deux taureaux de gabarit important. Elle se pratique également à Kuji (préfecture d'Iwate), sur les îles Oki (préfecture de Shimane), à Uwajima (préfecture d'Ehime), Tokunoshima (préfecture de Kagoshima) et Uruma (préfecture d'Okinawa).

## Historique
La discipline serait née à Uwajima vers la fin du XVIIe siècle, lorsque deux taureaux furent offerts à la ville par des marins hollandais que des pêcheurs japonais avaient sauvés du naufrage.
Lors d'une compétition, les taureaux les plus légers s'élancent les premiers dans l'arène et le tournoi fonctionne à l'aide de tours éliminatoires. Le premier au sol ou à tourner le dos à son adversaire perd le round. Les taureaux sont entourés de leurs maîtres, qui veillent à éviter les blessures ou les mauvais coups. Comme au sumo, la journée commence par la présentation des combattants au public, revêtus d'habits d'apparat, et avant chaque combat l'arène est purifiée par du sel.